# Edmond Jollit
Edmond Jollit, né le 21 novembre 1886 à Melle et mort le 31 décembre 1967 à Azay-le-Rideau, est un homme politique français.

## Biographie
Edmond Jollit est le fils de Louis Jollit, receveur, et de Marie Eugénie Deschaume. Il suit ses études à l'École nationale vétérinaire de Lyon, devenant vétérinaire à Tours puis à Azay-le-Rideau.
Fondateur de diverses mutuelles de bétail, il devient président de la caisse régionale de Crédit agricole, de l'union départementale des organisations agricoles, du syndicat intercommunal d'électrification de la région d'Azay, du bureau de bienfaisance d'Azay, de la Société des vanniers de Villaines et de la Chambre d'agriculture d'Indre-et-Loire, ainsi que membre du conseil d'administration de la Fédération nationale du Crédit agricole et du conseil supérieur de la coopération.
Conseiller d'arrondissement de 1925 à 1934 et conseiller général de 1934 à 1961, maire d'Azay-le-Rideau de 1925 à 1961, il est sénateur de 1955 à 1959.

## Décoration
- Commandeur de la Légion d'honneur
- Médaille d'honneur départementale et communale, échelon or (1960)

## Détail des fonctions et des mandats
Mandat parlementaire
- 19 juin 1955 - 26 avril 1959 : Sénateur d'Indre-et-Loire